# Select (boisson)
Pour les articles homonymes, voir Select.
Le Select est une boisson de type amer qui se consomme à l'apéritif. Il est actuellement produit par Gruppo Montenegro Srl.

## Histoire
Né en 1920 à Venise, le Select a été créé par la distillerie Fratelli Pilla & C.
À l'origine, le Select se buvait pur, additionné de soda ou d'eau de Seltz, ou mélangé à plusieurs cocktails.
Selon certains passionnés, le Select a été le premier apéritif à être utilisé dans le Spritz vénitien dans la recette qui, établie dans les années 1970, est aujourd'hui la plus répandue. A Venise, la coutume de servir le Spritz avec/au Select avec une olive à noyau est courante, bien qu'il soit éclipsé par l'Aperol, surtout pour sa couleur orange attrayante.
En 1954, Select est racheté par la Distillerie Jean Buton, plus tard absorbée par le Groupe Montenegro, qui poursuit la production avec la recette et l'image originelle des années 1920,.

## Caractéristiques
Le Select a une grande complexité aromatique, avec un équilibre entre le goût doux et amer, le résultat de 9 mois de travail artisanal, selon une recette secrète qui implique l'utilisation de 30 herbes aromatiques. Parmi celles-ci, les racines de rhubarbe, travaillées individuellement, et les baies de geniévre qui, macérées dans de l'eau pure et distillées selon une méthode artisanale à l'aide d'un alambic en cuivre, contribuent à la structure et à la persistance du produit.
D'un rouge rubis éclatant, son amertume se situe entre celle de l'Aperol et celle du Campari. Il offre un nez d'une étonnante complexité aromatique, avec des notes d'agrumes et de fleurs.

## Bouteille
En 2018, la bouteille du Select subit un rajeunissement qui reprend toutefois l'image originelle des années 1920 avec diverses références à son histoire : l'origine vénitienne, l'année de naissance et les frères Pilla. Le verre iconique à long pied représenté sur l'étiquette s'inspire également de la tradition, parfait pour consommer le spritz, présent sur la bouteille historique et qui est devenu le symbole par excellence de ce produit.

## Dans la culture
Select a été la vedette de diverses productions réalisées pour l'émission télévisée Carosello. La plus connue est l'animation créée par les frères Pagot, pionniers de l'animation italienne,.